# مشاهد جبل فوجي الستة والثلاثون (هيروشيغه)
مشاهد جبل فوجي الستة والثلاثون (اليابانية: 富士三十六景؛ فوجي سانجو-روككي) هي عذة لوحات من الفن الخشبي الياباني أوكييو-إه صنعت على يد الفنان الياباني هيروشيغه، يصور فيها جبل فوجي في مختلف الأزمنة والأمكنة.